# Leichter Flugzeugträger

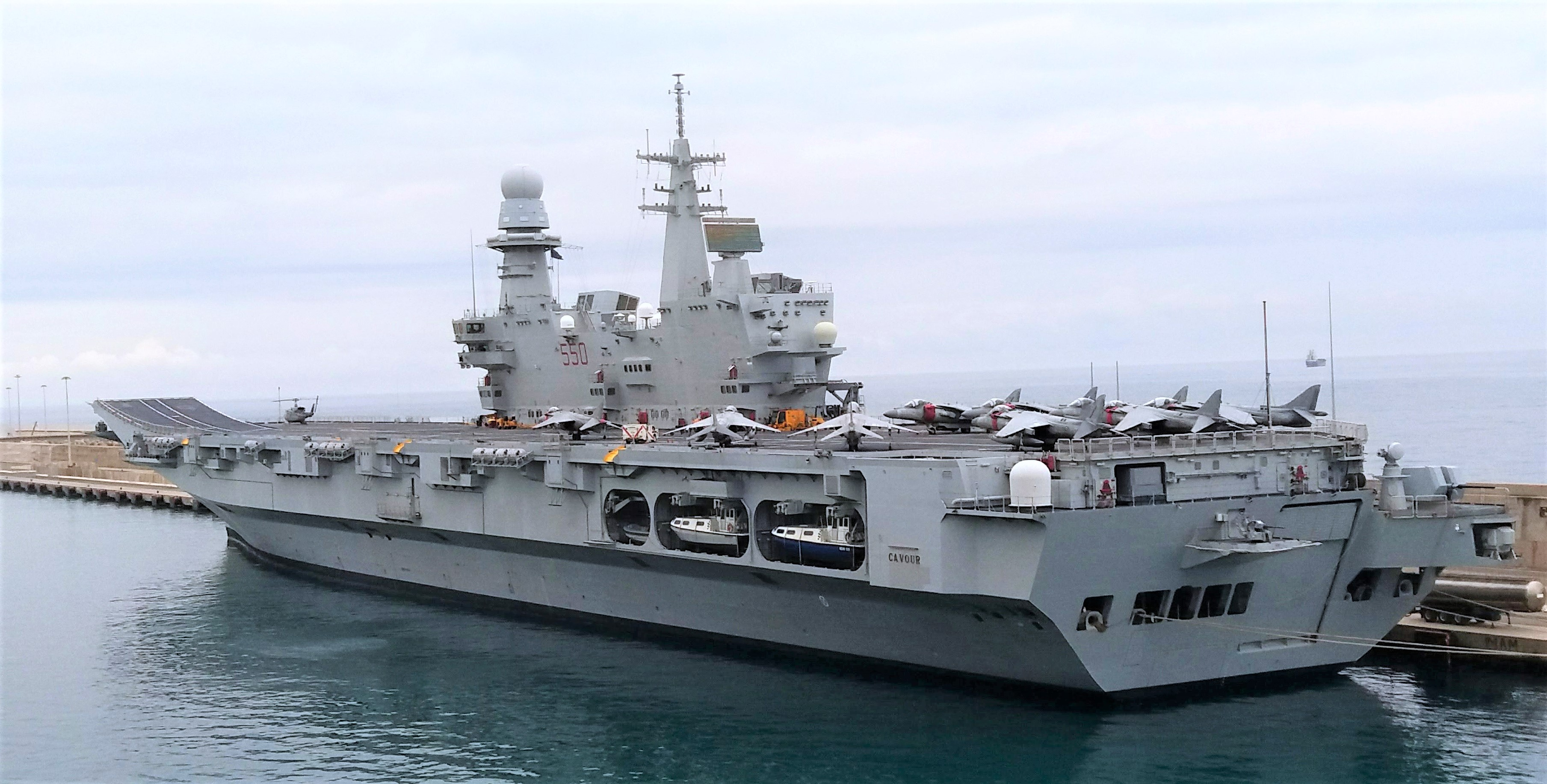
Die italienische Cavour

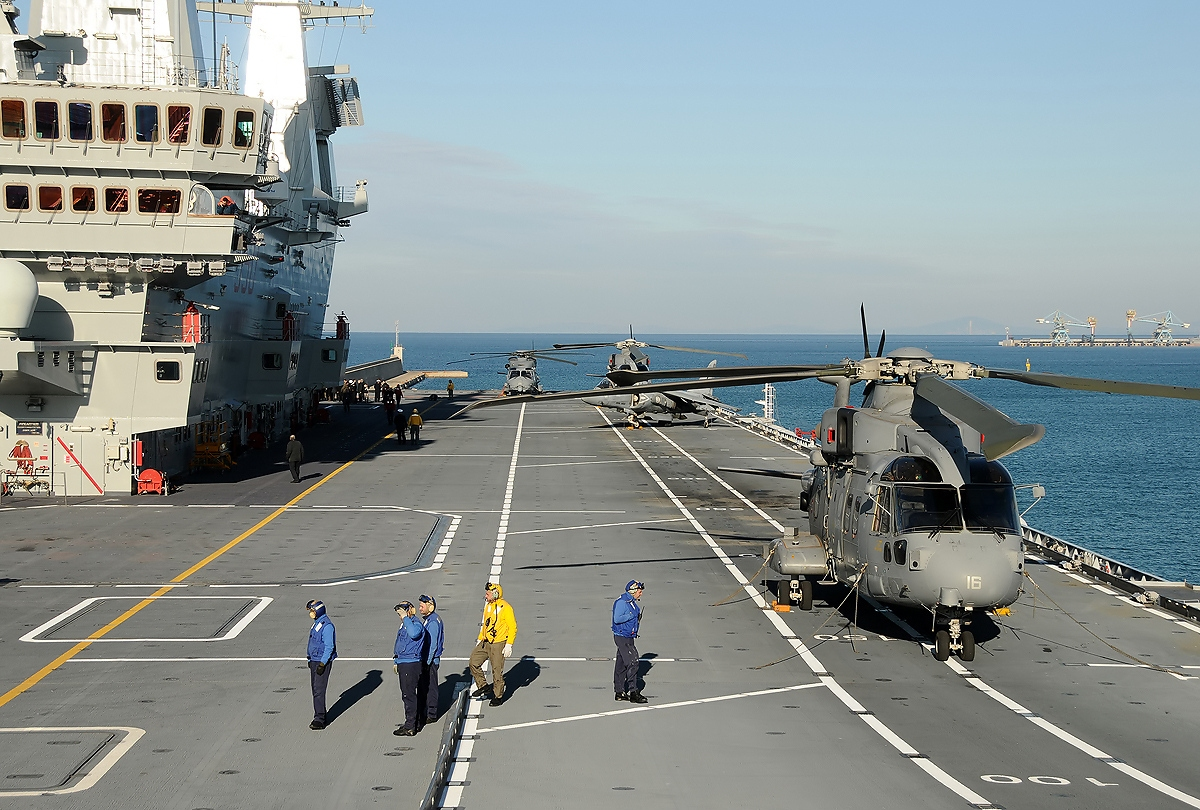
Flugdeck und Hubschrauber

Ein Leichter Flugzeugträger ist ein Flugzeugträger, der erheblich kleiner ist als ein Flottenflugzeugträger. Eine präzise Definition ist nicht vorhanden, da sie von Land zu Land unterschiedlich ist. Die Luftkampfgruppe eines leichten Flugzeugträgers hat oft nur 1/2 bis 1/3 der Größe eines echten Flottenträgers und oft sind die Fähigkeiten des Trägers selbst hinsichtlich Geschwindigkeit, Panzerung, Bewaffnung, Reichweite und Munitionskapazitäten vergleichsweise geringer. Gleichzeitig ist der Leichte Flugzeugträger aber für den Einsatz in der Rolle eines Flottenträgers ausgelegt und nicht wie z. B. der Geleitflugzeugträger auf einen begrenzten Aufgabenbereich zugeschnitten. Leichte Flugzeugträger werden oft gebaut, wenn die Umstände den Bau eines echten Flottenträgers nicht zulassen.

## Vor dem Zweiten Weltkrieg
In Deutschland wurde im Oktober 1938 in einer Denkschrift der Kriegsmarine festgestellt: „Die Verletzlichkeit des Trägers zwingt dazu, besonderen Wert auf eine größere Zahl von Trägern zu legen, um nicht alle oder einen wesentlichen Teil der verfügbaren Seeluftstreitkräfte durch den Ausfall eines Trägers von der Kampfführung auszuschalten. –  Es wird deshalb vorgeschlagen, den Weiterbau von großen Trägern über B hinaus nicht fortzusetzen und die späteren Bauten als kleinere Träger-Typen zu planen.“ Daraufhin wurde auf den Bau weiterer großer Träger der Graf-Zeppelin-Klasse verzichtet und als Nachfolgebauten ein kleiner Flugzeugträgertyp vorgesehen. Durch den Beginn des Zweiten Weltkrieges kam es nicht mehr zum Bau dieser kleinen Träger.
Anfang der 1930er Jahre versuchte Japan mit der Ryūjō einen kleinen Flugzeugträger zu bauen. Hintergrund der Entwicklung war eine Lücke im Washingtoner Flottenabkommen, nach denen Schiffe mit einer Tonnage von bis zu 10.000ts nicht als Flugzeugträger im Sinne des Abkommens galten, deren Anzahl und Größe für jedes Land begrenzt waren. Das Schiff erwies sich jedoch als keine gute Konstruktion, hauptsächlich weil die Anforderungen der japanischen Marine mit einer derart geringen Tonnage nicht zu erfüllen waren. Die nötigen Umbauten zur Behebung der größten Probleme steigerten die Tonnage auf 15.000ts. Da zudem in der Zwischenzeit die Vertragslücke geschlossen worden war, gaben die Japaner den Bau solch kleiner Träger auf. Als Behelfsmaßnahme, um im Kriegsfall schnell die Zahl der Flugzeugträger erhöhen zu können, wurden jedoch in den 1930er Jahren große Schiffe der japanischen Kriegsflotte, wie das U-Boot-Begleitschiff Takasaki und der Seeflugzeugträger Chitose, schon beim Bau für den Umbau zu kleinen Flugzeugträgern vorbereitet und Anfang der 1940er Jahre wurden diese Schiffe dann auch zu Leichten Trägern umgebaut.

## Zweiter Weltkrieg
Im Jahre 1941 wurden in Großbritannien und den USA Überlegungen über den Bau schnell herstellbarer Flugzeugträger für den Dienst in den Flotten angestellt, da der Bau der großen Flottenflugzeugträger langwierig ist, jedoch für den Krieg schnell weitere Träger benötigt wurden.
In England führte dies zu den Trägern der Colossus-Klasse, die ab 1942 in Bau gingen. Diese basierten auf den Flottenträgern der Illustrious-Klasse, waren jedoch verkleinert und anderweitig modifiziert, um die Träger schnellstmöglich fertigstellen zu können. So wurde auf das bei der Illustrious-Klasse verwendete gepanzerte Flugdeck verzichtet, die Antriebsanlage nur auf eine Höchstgeschwindigkeit von 25 Knoten ausgelegt und eine reduzierte Abwehrbewaffnung mitgeführt.
In den USA wurden seit 1942 neun im Bau befindliche Leichte Kreuzer der Cleveland-Klasse als Leichte Flugzeugträger der Independence-Klasse fertiggebaut und konnten alle 1943 in Dienst gehen, um den Mangel an Trägern auszugleichen, bis genug Flugzeugträger der Essex-Klasse in Dienst gestellt waren. Diese Träger waren nicht viel größer als die größten Geleitflugzeugträger, zeichneten sich aber durch eine hohe Fahrgeschwindigkeit aus. Ihr größter Nachteil war das relativ kurze und schmale Flugdeck, was zu einer erhöhten Unfallrate bei Starts und Landungen führte. Da Jäger mit dem kürzeren Deck weniger Probleme hatten als Torpedobomber und Sturzkampfflugzeuge wurde die Zusammensetzung ihrer Luftgruppe dahingehend geändert, das sie zum größten Teil (teilweise ganz) aus Jägern bestand und die Träger nur im Verbund mit Flottenträgern eingesetzt wurden, die ihrerseits einige ihrer Jäger gegen zusätzliche Bomber tauschten.
Als man 1942 glaubte, dringend Flugzeugträger für die deutsche Kriegsmarine zu brauchen, wurde beschlossen, die noch nicht fertiggestellten Kreuzer Seydlitz und De Grasse zu Flugzeugträgern umzubauen, auch wenn nur verhältnismäßig wenige Flugzeuge an Bord dieser Träger stationiert werden konnten. Aufgrund der Einstellung des deutschen Trägerbauprogramms im Jahre 1943 wurden die beiden Schiffe jedoch nicht als Leichte Flugzeugträger fertiggestellt.
Trotz ihrer geringen Anzahl mitführbarer Flugzeuge und zahlreicher Kompromisse gab die United States Navy 1944 eine neue Klasse Leichter Flugzeugträger in Auftrag. Diese Einheiten basierten auf dem Rumpf und der Maschinenanlage der Schweren Kreuzer der Baltimore-Klasse, waren jedoch keine Umbauten, sondern komplett neu entworfen. Aufgrund des schnellen Kriegsendes bestand diese Saipan-Klasse nur aus zwei Einheiten.

## Nach dem Zweiten Weltkrieg

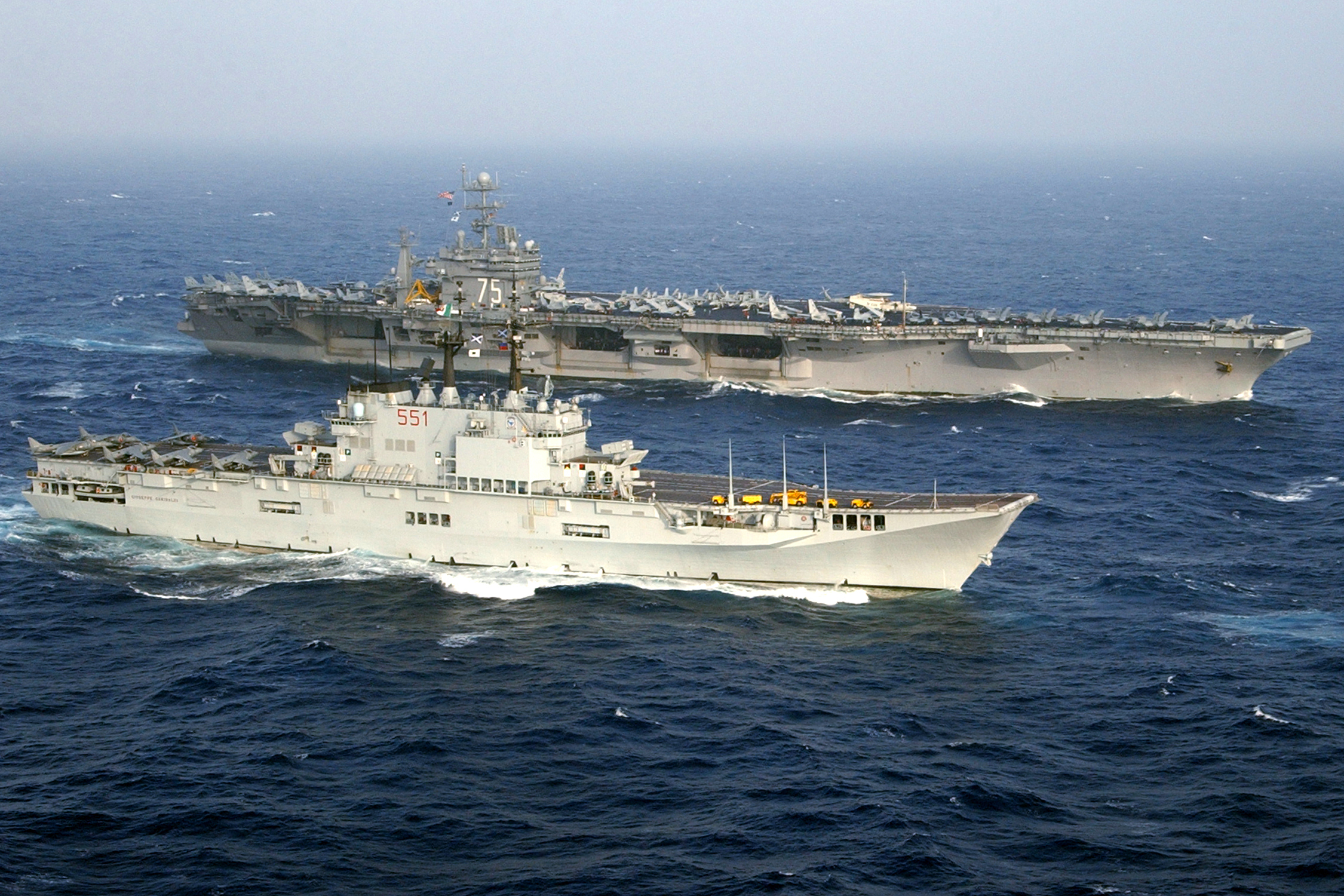
Flugzeugträger Harry S. Truman und der leichte Flugzeugträger Giuseppe Garibaldi.

Da die leichten Flugzeugträger für den Einsatz der neu aufkommenden Strahlflugzeuge ungeeignet waren, wurden die im Zweiten Weltkrieg gebauten Leichten Träger nach dem Krieg als Flugzeugtransporter eingesetzt oder zu Kommando- oder Kommunikationsschiffen umgebaut.
Nach dem Krieg operierte die britische Royal Navy mit einigen leichten Flugzeugträgern der Colossus- und Majestic-Klasse, die teilweise schon im Zweiten Weltkrieg in Dienst gestellt wurden. Die Entwicklung von Flugzeugen mit Fähigkeiten zu Senkrechtstart und -landung und später von Ski-Jump-Rampen ermöglichte allerdings ab Mitte der 1970er Jahre wiederum den Betrieb von Trägern mit verkürztem Flugdeck und damit geringerer Größe. Diesem Muster folgten die britischen Flugzeugträger der Invincible-Klasse und ähnlich spezialisierte Schiffe wie die italienische Giuseppe Garibaldi oder die spanische Príncipe de Asturias.
Der französische nuklearbetriebene Flugzeugträger Charles de Gaulle wird in manchen Quellen trotz seiner 40.000 ts auch als leichter Flugzeugträger eingestuft, da die großen Träger der US Navy heute bei 100.000 Tonnen Wasserverdrängung liegen und doppelt so viele Flugzeuge an Bord haben.

## Leichte Flugzeugträger verschiedener Nationen

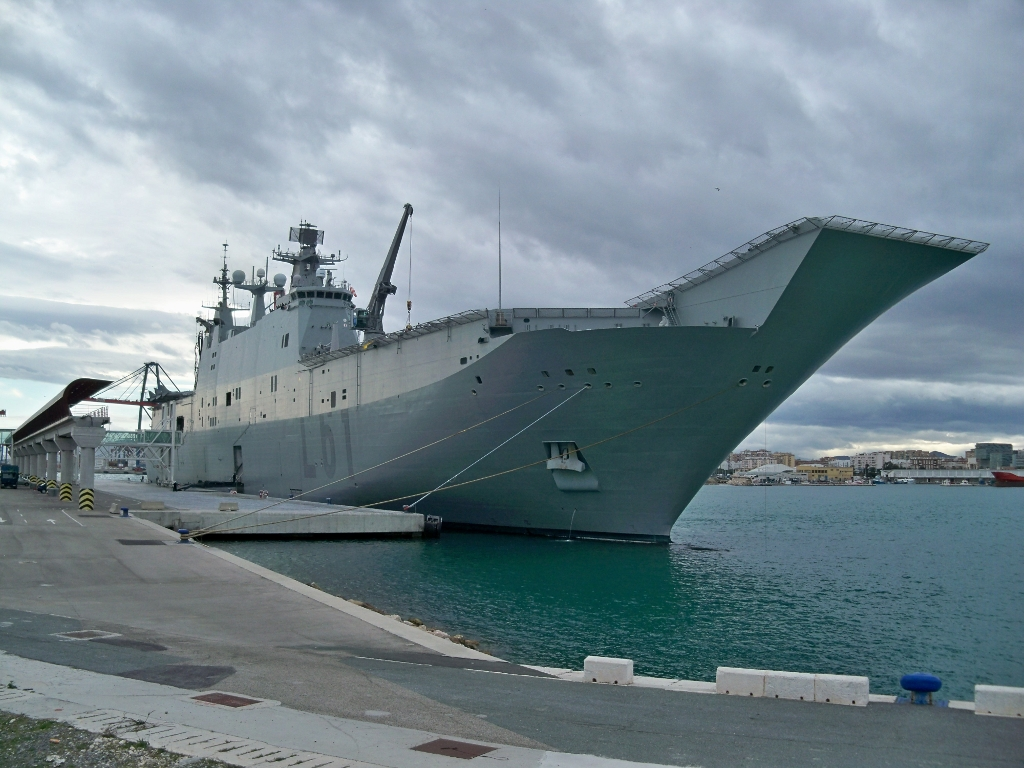
Juan Carlos I

### Aktive

#### Italien
- Giuseppe Garibaldi
- Cavour

#### Spanien
- Juan Carlos I

#### Thailand
- Chakri Naruebet

#### Türkei
- Anadolu

### Ehemalige

#### Argentinien
- Independencia – Colossus-Klasse, ehemals britische Warrior (R31)
- Veinticinco de Mayo – Colossus-Klasse, ehemals niederländische Karel Doorman und britische Venereble (R63)

#### Australien
- HMAS Sydney – Majestic-Klasse
- HMAS Vengeance – Colossus-Klasse, ehemals britische HMS Vengeance (R71)
- HMAS Melbourne – Majestic-Klasse

#### Brasilien
- Minas Gerais – Colossus-Klasse, ehemals australische HMAS Vengeance und britische HMS Vengeance (R71)

#### Frankreich
- Bois Belleau (R97) – Independence-Klasse, ehemals USS Belleau Wood (CVL-24)
- La Fayette (R96) – Independence-Klasse, ehemals USS Langley (CVL-27)
- Arromanches (R95) – Colossus-Klasse, ehemals HMS Colossus (R15)

#### Großbritannien
- Unicorn
- Colossus (R15) – Colossus-Klasse
- HMS Triumph (R16) – Colossus-Klasse
- HMS Warrior (R31) – Colossus-Klasse
- HMS Perseus (R51) – Colossus-Klasse
- HMS Glory (R62) – Colossus-Klasse
- Venerable (R63) – Colossus-Klasse
- HMS Theseus (R64) – Colossus-Klasse
- Ocean (R68) – Colossus-Klasse
- HMS Vengeance (R71) – Colossus-Klasse
- HMS Pioneer (R76) – Colossus-Klasse
- Centaur (R06) – Centaur-Klasse
- HMS Albion (R07) – Centaur-Klasse
- HMS Bulwark (R08) – Centaur-Klasse
- Hermes (R12) – Centaur-Klasse
- Invincible (R05) – Invincible-Klasse
- Illustrious (R06) – Invincible-Klasse
- Ark Royal (R07) – Invincible-Klasse

#### Indien
- Vikrant (R11) – Majestic-Klasse
- Viraat – Centaur-Klasse, ehemals britische Hermes

#### Japan
- Ryūjō
- Zuihō-Klasse – ehemals U-Boot-Begleitschiffe
  - Zuihō
  - Shōhō
- Hiyō-Klasse
  - Jun’yō
  - Hiyō
- Ryūhō – ehemals U-Boot-Begleitschiff Taigei

Chitose-Klasse – ehemals Seeflugzeugträger
- Chitose
- Chiyoda

#### Kanada
- Warrior – Colossus-Klasse, ehemals britische Warrior (R31)
- Magnificent – Majestic-Klasse
- Bonaventure – Majestic-Klasse

#### Niederlande
- Karel Doorman – Colossus-Klasse, ehemals britische Venerable (R63)

#### Spanien
- Dédalo – Independence-Klasse, ehemals Cabot
- Príncipe de Asturias

#### Vereinigte Staaten von Amerika
- Independence-Klasse
  - Independence
  - Princeton
  - Belleau Wood
  - Cowpens
  - Monterey
  - Langley
  - Cabot
  - Bataan
  - San Jacinto
- Saipan-Klasse
  - Saipan
  - Wright